# Olaf Bienert
Olaf Bienert (* 19. September 1911 in Gleiwitz; † 24. September 1967 in Berlin) war ein deutscher Komponist.

## Leben
Bereits im Alter von sieben Jahren erlernte Olaf Bienert das Orgelspielen, als 20-Jähriger nahm er in Berlin Kompositionsunterricht. Nach dem 2. Weltkrieg arbeitete Bienert zunächst als Kapellmeister und kam schließlich zum Rundfunk, für den er bis Mitte der 1960er Jahre als Komponist tätig war. Musikalisch begleitete er im RIAS Sendungen wie Durch Berlin fließt immer noch die Spree oder Mach mit.
Einen großen Bekanntheitsgrad erlangte Bienert ab 1948 am Klavier als musikalischer Leiter des Rundfunkkabaretts Die Insulaner von und mit Günter Neumann, den er bereits 1932 kennengelernt hatte.
Bienert vertonte ferner eine Reihe von Gedichten des Schriftstellers Kurt Tucholsky, unter anderem An die Berlinerin, Mutterns Hände und Der Deutsche Mann. Daneben schrieb er die Musik für zahlreiche Fernsehsendungen, ebenso für den Kinofilm Das Spukschloß im Spessart. Der Spielfilm Durch Dick und Dünn mit Theo Lingen, Fita Benkhoff und Grethe Weiser in den Hauptrollen entstand 1951 unter seiner musikalischen Regie.
Bienert war seit 1946 verheiratet. Dieser Ehe entstammt sein Sohn Christian (1947–2020), bis zu seiner Pensionierung 2012 ebenfalls beim Rundfunk tätig.
Olaf Bienert verstarb 1967 im Alter von 56 Jahren an den Folgen eines Gehirntumors in einem Berliner Krankenhaus. Er wurde auf dem Waldfriedhof Dahlem beigesetzt. Das Grab ist nicht erhalten.

## Filmographie

### Als Komponist
- 1950: Taxi-Gattin
- 1951: Eva im Frack
- 1952: Der Film entdeckte Kunstwerke indianischer Vorzeit
- 1953: Was nicht im Baedecker steht: Bitte einsteigen zu Käses Rundfahrt
- 1953: Den Ku’damm rauf und runter
- 1953: Lumpaci Vagabundus
- 1953: Ein Abend von RIAS Berlin 1. Günter Neumann und seine Insulaner
- 1955: Wer will noch mal...
- 1959: Leihauslegende
- 1959: Die Liebe des Jahres
- 1961: Das Schweigen
- 1963: Meine Frau Susanne (20-teilige Fernsehserie)
- 1964: Zwei oder drei Ehen

### Als musikalischer Leiter
- 1951: Durch Dick und Dünn
- 1960: Das Spukschloß im Spessart
- 1965: Liebe nicht ausgeschlossen

## Hörfunk

### Als Komponist
- Die guten Feinde – Autor: Günther Weisenborn – Regie: Theodor Mühlen
- 1949: Affaire Gregory – Autor und Regie: Peter Bejach
- 1949: Beinahe friedensmäßig – Autor: Curth Flatow – Regie: Ivo Veit (RIAS Berlin)
- 1950: Die Saga vom Glanz und Elend des Herrn Emil Kulicke – Autoren: Fritz Aeckerle und Bert Roth – Regie: Erich Köhler
- 1950: Balzac – Autor: Rudolf Steinmetz – Regie: Erich Köhler
- 1952: Umzug ins Altersheim – Autorin: Erna Weissenborn – Regie: Peter Thomas
- 1952: Tante Voss – Autoren: Wolfgang Goetz und Wilhelm Ehlers – Regie: Curt Goetz-Pflug
- 1952: Die Freiheitsprobe – Autoren: Rolf Burg und Roland Müllerburg – Regie: Hanns Korngiebel
- 1952: Der glühende Robert – Autor: Hugo Hartung – Regie: Rolf von Goth
- 1953: Ein alter Hut – Autor: Hans Hömberg – Regie: Harald Philipp
- 1953: Romanze in Doll – Autor: Christian Bock – Regie: Hanns Korngiebel
- 1953: Minister der neuen Methode – Autor: Johannes Hendrich – Regie: Erik Ode
- 1953: Das Roß der fröhlichen Lerche – Autor: Hans Hömberg – Regie: Peter Thomas
- 1954: Drachenkind – Dein Vater spinnt – Autor: Kurt Kusenberg – Regie: Wolfgang Spier
- 1954: Ein Wunder kostet nur fünf Piaster – Autor: Wilfried Schilling – Regie: Peter Thomas
- 1954: Der Weihnachtsmarkt geht auf – Autor: Adolf Glaßbrenner – Regie: Curt Goetz-Pflug
- 1956: Die Concertina – Autor: Emila Zola – Regie: Peter Thomas
- 1956: Seine Majestät Mr. Seiler – Autor: Walter Jens – Regie: Egon Monk
- 1956: Helden sind komische Leute – Autor: Wilhelm Lichtenberg – Regie: Hanns Korngiebel
- 1956: Sam Egos Haus – Autor: William Saroyan – Regie: Erich Köhler
- 1957: Ist Liebe eine Wissenschaft? – Autor: Dario Niccodemi – Regie: Dieter Finnern
- 1957: Das Seltsame in Herrn Huber – Autoren: Detlef Müller und Dieter Finnern – Regie: Dieter Finnern
- 1957: Bimmel-Bolle – Autorin: Lydia Binder – Regie: Erich Köhler
- 1958: Der bürgerliche Kaiser – Autor: Detlef Müller – Regie: Dieter Finnern
- 1959: Die Asche aller Träume – Autor: Heinz Meising – Regie: Tom Toelle
- 1961: Der verlorene Brief – Autor: Jon Luca Caragiale – Regie: Curt Goetz-Pflug
- 1961: Der Frühling kommt zu Monsieur Pinson – Autorin: Karin Ewert – Regie: Rolf von Goth
- 1961: Der Mann vom Mond – Autor: Marcel Achard – Regie: Rolf von Goth
- 1965: Löwenzahn im Zoo – Autor: Dieter Gasper – Regie: Siegfried Niemann
- 1966: Adelaide – Autor: Jean-Louis Curtis – Regie: Rolf von Goth
- 1966: Flamenco – Autor: Hans Nerth – Regie: Rolf von Goth
- 1966: Neid – Autor: Jean-Louis Curtis – Regie: Rolf von Goth

### Als musikalische Begleitung
- 1949: Schwarzer Jahrmarkt – Autor: Günter Neumann – Regie. Erik Ode
- 1953: Bei Kerzenlicht – Autor: Karl Farkas – Regie: Rolf Kutschera
- 1956: Küss mich, Kätchen – Autoren: Samuel Spewack und Bella Spewack – Regie: Leonard Steckel

### Als Dirigent
- 1949: Da werden Tiere zu Hyänen – Autor: George Orwell – Regie: Erik Ode
- 1955: Fräulein Caroline – Autor: Heinz Coubier – Regie: Erik Ode

### Als Sprecher
- 1950. Geschiedene Leute – Autor: Christian Bock – Regie: Hanns Korngiebel